# Briefmarken-Jahrgang 1954 des Saarlandes
Der Briefmarken-Jahrgang 1954 des Saarlandes umfasste 9 Sondermarken. Dauermarken wurden in diesem Jahr keine herausgegeben.
Nach dem Zweiten Weltkrieg war das Saarland von Dezember 1947 bis Ende 1956 ein teilautonomes Land unter dem Protektorat Frankreichs. Da es (bis Juli 1959) wirtschaftlich an Frankreich angegliedert war, galt der Französische Franken als Währung.

## Liste der Ausgaben und Motive
Legende
- Bild: Eine bearbeitete Abbildung der genannten Marke. Das Verhältnis der Größe der Briefmarken zueinander ist in diesem Artikel annähernd maßstabsgerecht dargestellt. Sollten keine Marken abgebildet sein, liegt es daran, dass das Urheberrecht des Künstlers noch nicht erloschen ist.
- Beschreibung: Eine Kurzbeschreibung des Motivs und/oder des Ausgabegrundes. Bei ausgegebenen Serien oder Blocks werden die zusammengehörigen Beschreibungen mit einer Markierung versehen eingerückt.
- Wert: Der Frankaturwert der einzelnen Marke in Saar-Franken. Ein „+“ bedeutet, dass es sich um eine Zuschlagsmarke handelt (= Frankaturwert + Spende).
- Ausgabedatum: Das Datum des erstmaligen Verkaufs dieser Briefmarke.
- Gültig bis: Das Datum, an dem die Gültigkeit endete.
- Auflage: Soweit bekannt, wird hier die zum Verkauf angebotene Anzahl dieser Ausgabe angegeben.
- Entwurf: Soweit bekannt, wird hier angegeben, von wem der Entwurf dieser Marke stammt.
- Mi.-Nr.: Diese Briefmarke wird im Michel-Katalog unter der entsprechenden Nummer gelistet.

| Sondermarken |                                                                            |                |                       |                  |           |                                       |       |
| Bild         | Beschreibung                                                               | Werte in Franc | Ausgabe- datum (1954) | gültig bis       | Auflage   | Entwurf                               | MiNr. |
|              | Saarmesse Teil des Messegeländes und Burbacher Hütte                       | 15             | 10. Mai               | 30. April 1956   | 1.500.000 | H. Ring                               | 348   |
|              | Tag der Briefmarke Rathaus von Saarbrücken mit Postkutsche und Postomnibus | 15             | 9. Mai                | 30. April 1956   | 350.000   | Hermann Mees                          | 349   |
|              | Rotes Kreuz                                                                | 15+5           | 10. Mai               | 30. April 1956   | 300.000   | Fritz Ludwig Schmidt                  | 350   |
|              | Marianisches Jahr - Hans Holbein der Jüngere, Madonna                      | 5              | 14. August            | 31. August 1956  | 1.000.000 | Französische Postwertzeichendruckerei | 351   |
|              | - Raffael, Sixtinische Madonna                                             | 10             | 14. August            | 31. August 1956  | 1.000.000 | Französische Postwertzeichendruckerei | 352   |
|              | - Albrecht Dürer, Madonna                                                  | 15             | 14. August            | 31. August 1956  | 1.000.000 | Französische Postwertzeichendruckerei | 353   |
|              | Volkshilfe - Bartolomé Esteban Murillo: Gassenbub mit Melone               | 5+3            | 15. November          | 31. Oktober 1956 | 550.000   | Französische Postwertzeichendruckerei | 354   |
|              | - Agnolo Bronzino: Bia de' Medici                                          | 10+5           | 15. November          | 31. Oktober 1956 | 550.000   | Französische Postwertzeichendruckerei | 355   |
|              | - Johann Friedrich Dieterich: Emil von Maucler                             | 15+7           | 15. November          | 31. Oktober 1956 | 550.000   | Französische Postwertzeichendruckerei | 356   |